# Gustavo Capanema
Pour les articles homonymes, voir Capanema (homonymie).
Gustavo Capanema, né le 10 août 1900 à Pitangui et mort le 10 mars 1985 à Rio de Janeiro, est un homme politique brésilien. Il est gouverneur de l'État brésilien du Minas Gerais et ministre de l'Éducation et de la Santé publique de 1934 à 1945, ce qui en fait le ministre au plus long mandat de l'histoire du Brésil.